# フォルクスワーゲン・グループ
フォルクスワーゲン AG（ドイツ語: Volkswagen Aktiengesellschaft）は、国際的にはフォルクスワーゲン・グループ（Volkswagen Group）として知られるドイツの多国籍自動車製造企業。ニーダーザクセン州ヴォルフスブルクに本社を置く。乗用車、商用車、二輪車、エンジン、ターボ機械の設計、製造、販売を行っている。2016年から2019年にかけての間、販売台数でトヨタを抜いて世界最大の自動車メーカーとなり、ヨーロッパでは20年以上にわたり最大の市場シェアを維持している。

## 概要
フォルクスワーゲン・グループは、アウディ、ベントレー、ブガッティ、Jetta、Cupra、ランボルギーニ、RUF、ポルシェ、セアト、シュコダ、フォルクスワーゲンなどのブランドで乗用車を、フォルクスワーゲン・コマーシャル・ヴィーイクルズブランドで小型商用車を、ドゥカティブランドでオートバイを、また、上場子会社トレイトンの傘下であるMAN、ナビスター、スカニア、フォルクスワーゲン・カミニョイス・イ・オニブスを通じて大型商用車を扱っている。フォルクスワーゲンは自動車部門と金融サービス部門の2つの主要部門に分かれており、2008年現在、約342の子会社がある。また、中国には2つの主要な合弁会社（一汽フォルクスワーゲンと上汽フォルクスワーゲン）がある。同社は約150カ国で事業を展開し、27カ国で100の生産施設を運営している。
フォルクスワーゲンは1937年、後に「ビートル」と呼ばれることになる車を製造するために設立された。1950年代から1960年代にかけて生産が急拡大し、1965年にはアウトウニオンを買収、その後、戦後初のアウディモデルを生産した。1970年代、フォルクスワーゲンはパサート、ポロ、ゴルフなどの新世代の前輪駆動車を発売し、ゴルフはベストセラーとなった。フォルクスワーゲンは1986年にセアトの経営権を取得し、同社初の非ドイツブランドとした。1994年にシュコダ、1998年にベントレー、ランボルギーニ、ブガッティ、2012年にドゥカティ、MAN、ポルシェ、RUF、そして2013年にトレイトンを傘下に収め、現在に至っている。中国での事業は、過去10年間で急速に成長し、中国が最大の市場となった。2021年1月1日以降、ニーダーザクセン州はフォルクスワーゲンの株式20％を保有している。

## グループ主要企業
- フォルクスワーゲン（Volkswagen AG）
- ポルシェ（Porsche AG）
- アウディ（Audi AG）
  - アウトモービリ・ランボルギーニ（Automobili Lamborghini S.p.A.）
    - ドゥカティ・モーター・ホールディング（Ducati Motor Holding S.p.A.）
      - ドゥカティ・コルセ

    - イタルデザイン・ジウジアーロ
- セアト（SEAT S.A.）
- シュコダ・オート（Škoda Auto a.s.）
- ベントレー・モータース（Bentley Motors Limited）
- ブガッティ・オトモビル（Bugatti Automobiles SAS）
- トレイトン（TRATON） - 旧フォルクスワーゲン・トラック＆バス[8]
  - スカニア（Scania AB）
  - MAN Truck & Bus
  - Volkswagen Caminhões e Ônibus - ブラジルでの商用車ブランド。
  - インターナショナル・モーターズLLC

## リーダー
1937年 - Gesellschaft zur Vorbereitung des Deutschen Volkswagens GmbH
1938年 - Volkswagenwerk GmbH
1945-1948年 - アイヴァン・ハースト（Ivan Hirst ） - 英国
1948-1967年 - ハインリヒ・ノルトホフ - ドイツ
1960年 - Volkswagenwerk AG
1968-1971年 - カート・ロッツ（Kurt Lotz ）
1971-1975年 - ルドルフ・ライディング
1975-1982年 - トニ・シューマッカ（Toni Schmucker ）
1982-1993年 - カール・ハーン（Carl Hahn ）
1985年 - VOLKSWAGEN AG
1993-2002年 - フェルディナント・ピエヒ
2002年4月16日-2006年12月31日 - ベルント・ピシェッツリーダー
2007年1月1日-2015年9月23日 - マルティン・ヴィンターコルン
2015年9月25日-2018年4月12日 - マティアス・ミュラー
2018年4月13日- - ヘルベルト・ディース

## 呼称について

### フォルクスワーゲン・グループ
ブランドおよび下部組織としてのフォルクスワーゲンと区別するため、現在では会社自らがそう呼んでいる。ドイツ語での正式表記はフォルクスワーゲン・コンツェルン（Volkswagen-Konzern）。ドイツ語でフォルクスワーゲン・グルッペ（Volkswagen-Gruppe）と表記されることがあるが第三者による英語からの逆翻訳であり公式ではない。またVWはフォルクスワーゲン・ブランドを意味するため、フォルクスワーゲンAGが公式な場においてフォルクスワーゲングループを示す時はフルスペル(Volkswagen Aktiengesellschaft)で記される。

### フォルクスワーゲン・アウディ・グループ
以前はフォルクスワーゲン・アウディ・グループ（Volkswagen Audi Group ）と称されたことがあり、その頭文字をとってVAGとも呼ばれていた。ドイツ国外の販売系関連会社ではフォルクスワーゲン・アウディ（Volkswagen Audi ）と併記しているところもある（下部関連会社参照）など海外も含め一般にはいまだ使われるが、過去の呼称である。
- 英国でVAGは1980年にフォルクスワーゲンとアウディを輸入販売するために設立された会社の名でもあり、1983年にはフォルクスワーゲンAGが傘下としている。
  - 日本ではDUOが"VW&Audi from TOYOTA"として宣伝していた。
- フォルクスワーゲングループにアウディが入っているということを強調する意味を込めて、意識的に使われることがある。

## 参考
- 2005年度決算報告書
- 2004年度決算報告書
- 2005年-2006年サスティナビリティーレポート

## 文献情報
- 吉森賢「フォルクスワーゲン社とポルシェ社」(横浜経営研究、第35巻、第4号、2015)